# Sramotilni steber, Brestanica
Sramotilni steber (tudi pranger) v Brestanici priča o tem, da naj bi bila trgu podeljena pravica do nižjega sodstva. Uporabljali so ga za kaznovanje prestopnikov s povzročanjem sramote. Danes v središču trga stoji leta 1999 postavljena replika izvirnega prangerja.
Je vitke in približno 1,5 m visoke valjaste oblike, zgoraj pa ima glavo kroglaste oblike. Zgoraj iz njega štrli kljuka, pod njo pa zapis 1775–1799 RMG, ki stoji za obdobje, v katerem je bil trg Rajhenburg trška občina. Pod zapisom je informativna tabla, na kateri je zapisano: »TRŠKI KAMEN; PRANGER; simbol trških pravic, tudi sramotilni kamen; RAJHENBURG je dobil trške pravice že leta 1322; prva pisna omemba trga pa je šele leta 1432.; Na novo pa so bile trške in sodne pravice urejene s protokolom za knežji trg Spodnji Rajhenburg 24. februarja 1668.; 1775 – RMG – 1799 (Rajhenburg Markt Gemeinde); Rajhenburg trška občina; TD Brestanica; 1999.«
V Kroniki Rajhenburga piše, da so ob nedeljah k prangerju privezovali prepirljivce, pretepače, ponočnjake, kakor tudi gostilničarje, mesarje in peke, ki so sleparili pri merjenju in tehtanju. Mimoidoči so jih zasmehovali, opljuvali in jim glasno očitali grehe. Ob koncu prejšnjega stoletja sta se Kulturno in Turistično društvo v Brestanici odločili za organiziranje Petrovih sejmov v trškem jedru in takrat postavili repliko prangerja na trgu, ker so v programu sejma pogosto kaznovali ljudi, ki so se pregrešili zoper pravila. Sejmi so bili srednjeveško obarvani, na njih pa so oživljali dogodke iz Kronike Rajhenburga in jih predstavljali v dramatiziranih zgodbah. 
Brestanica je danes med kraji, ki gostijo Prangerjado – vseslovensko srečanje krajev, ki še imajo sramotilne stebre. Leta 2017, ko se je Prangerjada v Brestanici odvila nazadnje, so se prangerski kraji predstavili z igro, besedo in s plesom. Prireditev je gostilo Turistično društvo Brestanica v sodelovanju s Kulturnim društvom Svoboda Brestanica in Prostovoljnim gasilskim društvom Brestanica.
Zapisniki o vinogorskih pravdah kažejo, da je bila kazen izpostavitve prangerju med Slovenci zelo priljubljena. Obsojencu so okrog vratu obesili tablico z njegovimi kaznivimi dejanji in ga priklenili na najbolj javnem kraju, da je lahko bil vsem na očeh in v posmeh. Bistveno je bilo sodelovanje množice, ki ga je lahko zasmehovala, pljuvala pred njega in ga obmetavala z gnilimi jajci, včasih pa je bil celo javno tepen. Običajno so bile ob prangerju postavljene tudi corpora delicti. V primeru kaznovanja tatu so bile poleg njega položene ukradene stvari. Tistim, ki so bili kaznovani zaradi ogovarjanja, so v usta potisnili hruško. Ženskam, ki so nečistovale, so na glavo poveznili slamnat venec in jih posuli s kurjimi peresi. Vse to je še dodatno osramotilo delinkventa, kar je bila glavna funkcija prangerja. Takšna vrsta kazni pa ni vedno nujno pomenila odvzema časti zaradi razlik med večjimi in manjšimi mesti. V manjših mestih so na takšno kazen obsojali ljudi tudi zaradi zelo blagih prekrškov, saj učinek sramotenja tam ni bil tako velik kot v velikem mestu, kjer so kazen izrekali za težja kazniva dejanja. Obsodba na pranger je imela velike posledice za poznejše življenje ljudi, saj jih je kazen zaznamovala, širša javnost se jih je izogibala in jih izolirala. Ponekod je bilo druženje z njimi celo prepovedano. Mojstri, ki so popravljali prangerje, so pogosto zahtevali zagotovila, da ne bo prizadeta njihova čast, ker so prišli v stik z 